# Thyrsopteris elegans
Thyrsopteris elegans je druh kapradiny a jediný žijící zástupce čeledi Thyrsopteridaceae. Je to rozměrná kapradina s vícenásobně zpeřenými, dvoutvárnými listy dosahujícími délky až 3,5 metru. Druh se vyskytuje na Ostrovech Juana Fernándeze u břehů Chile.

## Popis
Thyrsopteris elegans je rozměrná pozemní kapradina. Oddenek je vystoupavý až přímý, tlustý, pokrytý tuhými chlupy. Rostlina se rozrůstá pomocí výběžků. Cévní svazky jsou typu solenostélé. Listy jsou velké, 2 až 3,5 metru dlouhé, 3x až 5x zpeřené. Žilnatina je tvořena volnými žilkami. Plodné (fertilní) listy se odlišují od sterilních. Horní část fertilních listů bývá kožovitá a bez výtrusů, spodní část bývá plodná, tvořená tenkými úkrojky. Výtrusné kupky se vytvářejí na koncích žilek, ostěry srůstají do asymetrického pohárkovitého útvaru, usazeného na sloupkovitém lůžku. Spory jsou zaobleně čtyřstěnné.

## Rozšíření
Druh Thyrsopteris elegans se vyskytuje na Ostrovech Juana Fernándeze u břehů Chile. Na Ostrově Robinsona Crusoe se vyskytuje na prudkých svazích v podrostu horských lesů v nadmořských výškách 460 až 630 metrů. Náleží spolu se stromovitou kapradinou Dicksonia berteroana k dominantním druhům těchto porostů, dosahujících výšky až 3 metry. Z dalších rostlin se zde vyskytuje zejména žebrovice Blechnum cycadifolium a gunera Gunnera bracteata.

## Prehistorie
Druh †Onchiopsis psilotoides, pocházející z rané křídy, je považován za předka čeledi Thyrsopteridaceae.